# Leopoldo Proal
Leopoldo Proal war ein (wahrscheinlich mexikanischer) Fußballspieler auf der Position eines Stürmers.

## Leben
Proal stand von (mindestens) 1940 bis 1944 beim Club América unter Vertrag, für den er in der Eröffnungssaison 1943/44 der mexikanischen Profiliga spielte und einen noch immer bestehenden Rekord aufstellte, als er am 20. Februar 1944 beim 7:2-Heimsieg gegen den Club Deportivo Guadalajara die ersten vier Tore erzielte. Nie mehr konnte danach in einer später zum Súper Clásico hochstilisierten Begegnung ein Spieler des Club América vier Treffer gegen den Erzrivalen aus Guadalajara erzielen. Während seiner vier Jahre beim Club América erzielte Proal (mindestens) 21 Punktspieltore; davon 13 in der offiziell noch auf Amateurbasis betriebenen Primera Fuerza und 8 in der 1943 eingeführten Profiliga.
Proal gelang mehrfach ein „Doppelpack“, also zwei Treffer in einer Begegnung. Zweimal konnte er darüber hinaus drei Tore in jeweils einem Spiel erzielen: am 27. April 1947 für den CD Veracruz beim 4:0-Heimsieg gegen den CF Asturias und am 21. Dezember desselben Jahres für den CF Atlante beim 4:3-Heimsieg gegen die Asociación Deportiva Orizabeña (A.D.O.).
Außerdem stand Proal noch jeweils eine Saison beim Club Deportivo Marte, beim León FC sowie zuletzt bei der Unión Deportiva Moctezuma unter Vertrag.